# Анжелина (муниципалитет)
Анжелина (порт. Angelina)  —  муниципалитет в Бразилии, входит в штат Санта-Катарина. Составная часть мезорегиона Гранди-Флорианополис. Входит в экономико-статистический  микрорегион Тижукас. Население составляет 5412 человека на 2006 год. Занимает площадь 499,947 км². Плотность населения — 10,8 чел./км².

## История
Город основан 30 ноября 1859 года. 

## Статистика
- Валовой внутренний продукт на 2003 составляет 33.634.733,00 реалов (данные: Бразильский институт географии и статистики).
- Валовой внутренний продукт на душу населения на 2003 составляет 6.028,81 реалов (данные: Бразильский институт географии и статистики).
- Индекс развития человеческого потенциала на 2000 составляет 0,766 (данные: Программа развития ООН).